# 파네 카라사우

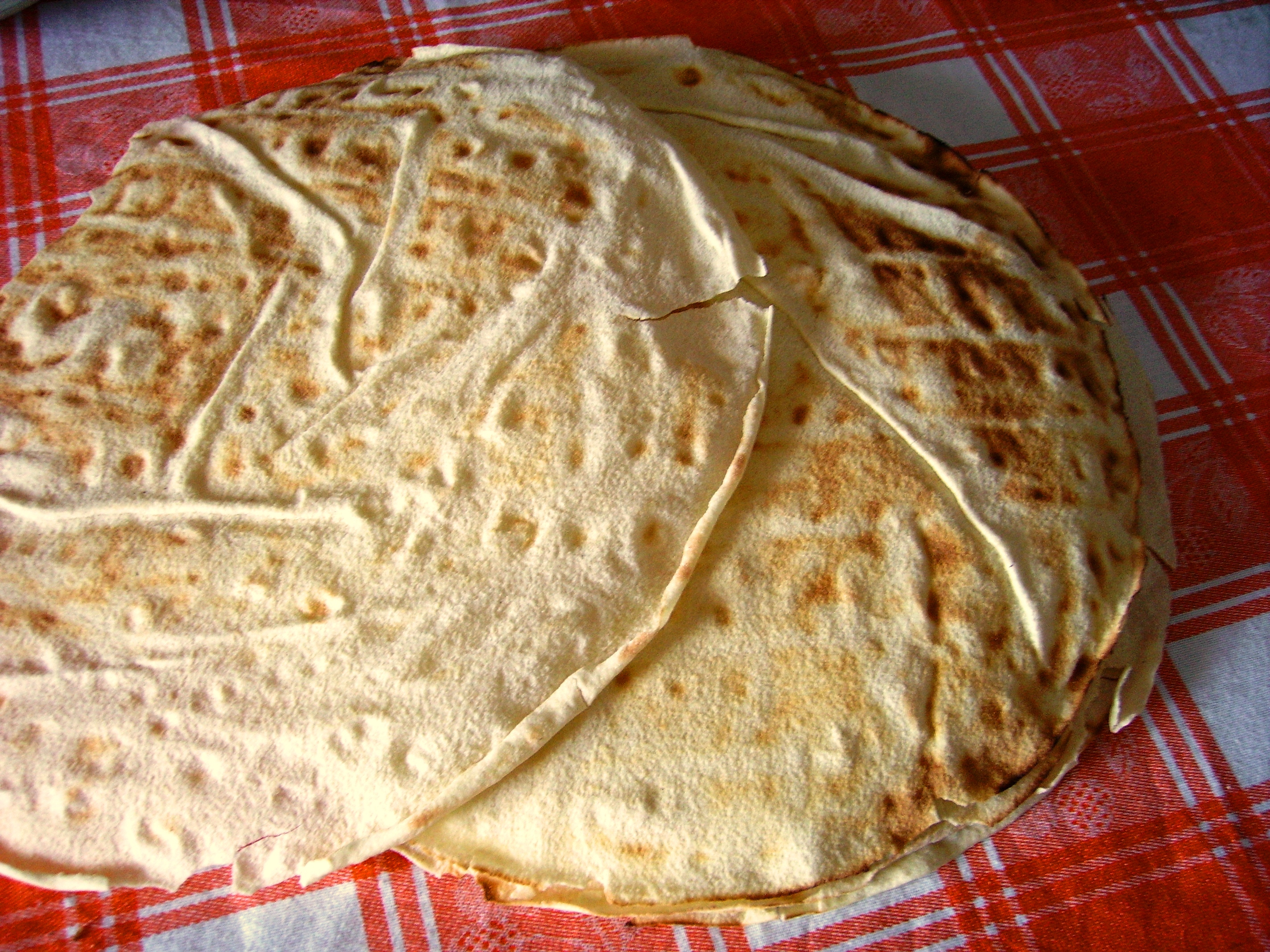
파네 카라사우 (Pane carasau)

파네 카라사우(Pane carasau; Sardinan flatbread)는 이탈리아 사르데냐주에서 만들어 먹는 평평한 빵의 일종이다. 얇아서 바삭거리는데 50cm 정도 되는 크기이다. 빵을 평평하게 하여서 만드는 것으로 보통은 빵을 두 겹으로 찢어서 다시 굽는다. 조리는 고대 때부터 이어져 온 것으로 목동들 같이 집에서 멀리 떨어져 사는 사람들이 즐겨 먹었다. 건조한 상태에서는 1년까지도 유지 가능한데 물이나 포도주, 소스를 곁들여 먹기도 한다.
카라사우가 토마토와 달걀과 함께 제공되면 파네 프라타우(pane frattau)라 불린다. 빵을 소금과 올리브유로 간한 경우 파네 궅아우라 부른다.